# Lông vũ

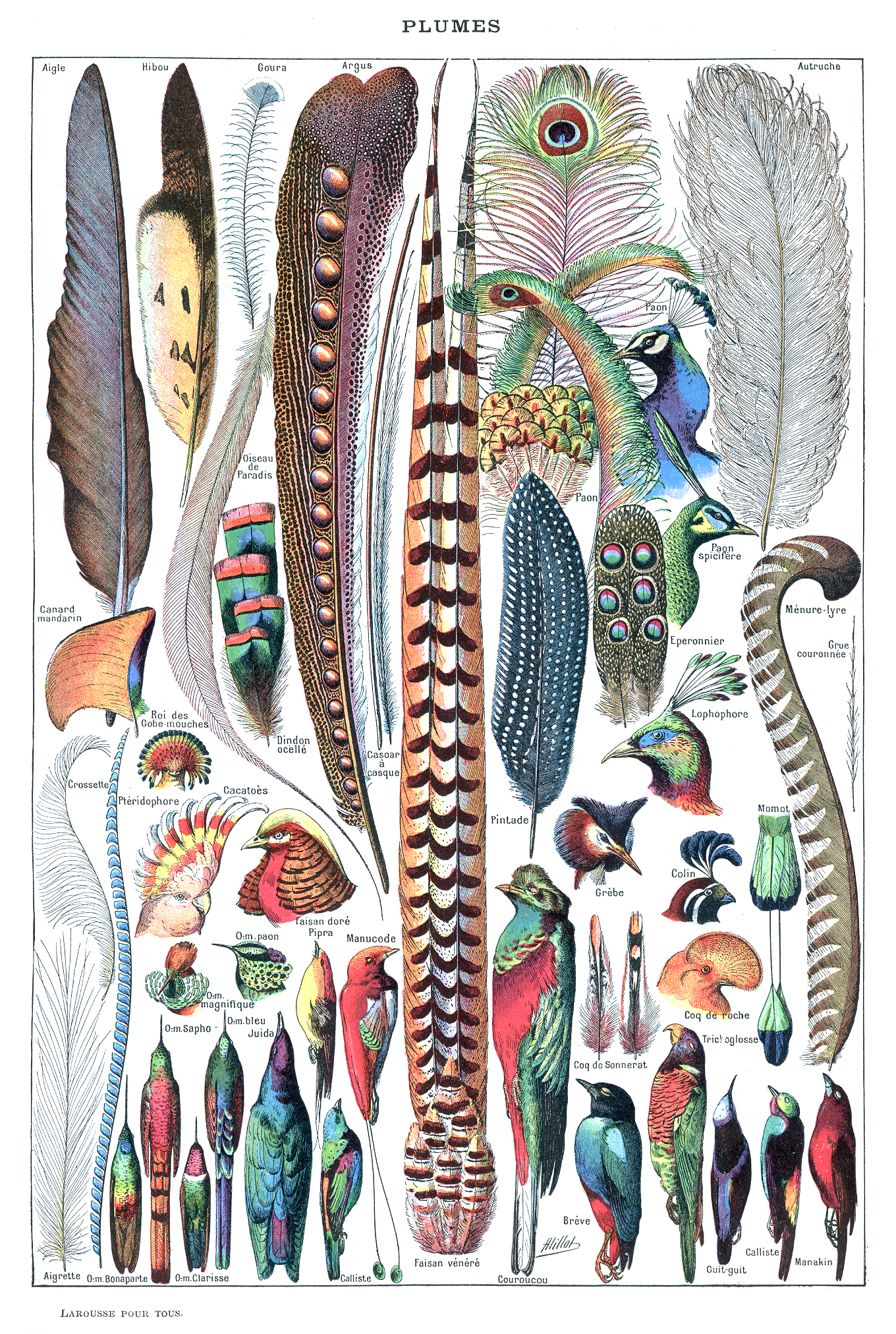
Các biến thể của lông vũ

Lông vũ là sự tăng trưởng của biểu bì tạo thành lớp phủ đặc biệt bên ngoài, hoặc bộ lông của các loài chim và một số loài khủng long họ theropod. Lông vũ được coi là cấu trúc vỏ bọc phức tạp nhất được tìm thấy trong vật có xương sống, và là một ví dụ tiêu biểu của một tiến hóa phức tạp trong tự nhiên. Lông vũ là một trong những đặc điểm phân biệt các giống chim Aves và các giống chim còn tồn tại. Những con khủng long Theropoda cũng có lông vũ, do vậy chúng còn được gọi là loài khủng long có lông vũ.

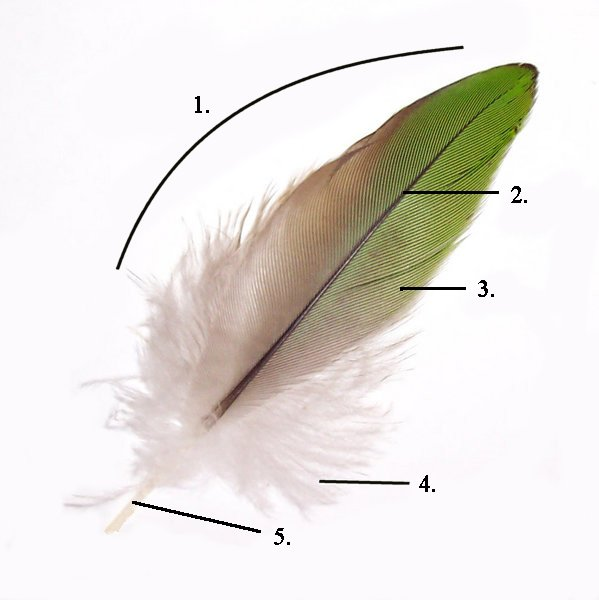
Các bộ phận của một chiếc lông vũ
1. Vane
2. Rachis
3. Barb
4. Afterfeather
5. Hollow shaft, calamus

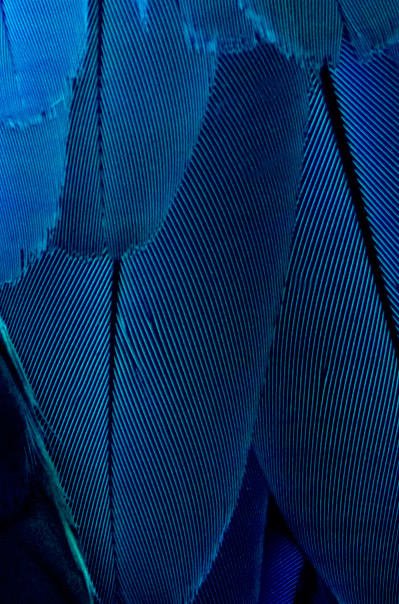
Cấu trúc lông của một con vẹt đuôi dài vàng lam

Mặc dù lông vũ bao phủ hầu hết các bộ phận của cơ thể của các loài chim, chúng chỉ mọc trên một số vùng được xác định rõ trên da. Lông vũ hỗ trợ loài chim trong khi bay, là lớp cách nhiệt, chống thấm, và tạo màu sắc hỗ trợ loài chim trong giao tiếp và tự bảo vệ.